# Etteridge
Etteridge (Schots-Gaelisch: Eadrais) is een dorp in de Schotse lieutenancy Inverness in het raadsgebied Highland.